# ACUM Platforma DA și PAS
Die ACUM Platforma DA și PAS (deutsch JETZT Plattform DA und PAS) ist ein politisches Bündnis in der Republik Moldau zwischen zwei liberalen Parteien, Partei der Aktion und Solidarität (PAS) und Plattform Würde und Wahrheit (Platforma DA).
Die beiden Parteien arbeiten seit den Präsidentschaftswahlen 2016 zusammen. Maia Sandu wurde als gemeinsame Oppositionskandidatin designiert – im ersten und zweiten Wahlgang erhielt sie 38,42 % und bzw. 47,89 % der Stimmen. Bei den Bürgermeisterwahlen 2018 in Chișinău wurde der Platforma DA-Parteivorsitzender Andrei Năstase mit 52,57 % der Stimmen als Bürgermeister von Chișinău gewählt, aber das Ergebnis der Wahlen wurde beim zentralen Gerichtshof und Obersten Gerichtshof wegen Verstoßes gegen die Wahlstille am Wahltag nicht erkannt. Danach gründeten die beiden Parteien, Platforma DA und PAS, die nationale Widerstandsbewegung ACUM (JETZT). Als Teil der Bewegung gehörten auch Mitglieder der Liberaldemokratischen Partei Moldaus (PLDM) und bekannte Mitglieder der Zivilgesellschaft an.
Bei den Parlamentswahlen 2019 erreichte das Wahlbündnis ACUM Platforma DA și PAS mit 26,84 % der Stimmen und 26 Sitze im Parlament, welches sie zur zweitstärkste Kraft werden ließ. Das Bündnis bildete im Anschluss zwei parlamentarischen Fraktionen, „Partidul Acțiune și Solidaritate, Blocul ACUM“ (14 Sitze) und „ACUM Platforma DA“ (12 Sitze).
Von 8. Juni bis 12. November 2019 regierte ACUM gemeinsam mit der Partei der Sozialisten. Maia Sandu wurde als Ministerpräsidentin und Andrei Năstase als Innenminister und Stellvertretender Ministerpräsident eingesetzt.
Bei den allgemeinen Kommunalwahlen 2019 wurde ACUM auf den 2. Platz gesetzt und erhielt landesweit 23,53 %. Großteils belegte ACUM die ersten Stellen in den Distinkten in der Mitte des Landes.

## Wahlergebnisse
| Jahr | Stimmen | Anteil  | Mandate  | Platz |
| ---- | ------- | ------- | -------- | ----- |
| 2019 | 380.181 | 26,84 % | 26/101 1 | 2.    |